# Talthybia depressa
Talthybia depressa là một loài nhện trong họ Araneidae.
Loài này thuộc chi Talthybia. Talthybia depressa được Tord Tamerlan Teodor Thorell miêu tả năm 1898.